# جیمز کوئین (دونده)
جیمز کوئین (انگلیسی: James Quinn; ۹ سپتامبر ۱۹۰۶ – ۱۲ ژوئیهٔ ۲۰۰۴) ورزشکار دو و میدانی اهل ایالات متحده آمریکا بود.